# Giovanni Salonia
Giovanni Salonia (ur. 27 lipca 1947 w Ragusie) – włoski duchowny rzymskokatolicki, kapucyn, mianowany biskupem pomocniczym Palermo w 2017, zrezygnował z przyjęcia sakry biskupiej.

## Życiorys
Święcenia kapłańskie otrzymał 3 lipca 1971.
10 lutego 2017 papież Franciszek mianował go biskupem pomocniczym archidiecezji Palermo ze stolicą tytularną Buthrotum. Nominacja ta wywołała jednak liczne kontrowersje, które spowodowały rezygnację duchownego z sakry biskupiej, ogłoszoną 27 kwietnia 2017.